# ارنست گیورز
ارنست گیورز (انگلیسی: Ernest Gevers; ۲۸ اوت ۱۸۹۱ – 1965) ورزشکار شمشیربازی اهل بلژیک بود.
وی در مسابقات کشوری و بین‌المللی در مجموع برندهٔ ۲ مدال نقره شده‌است.